# 佐谷画廊
佐谷画廊（さたにがろう）は、1978年に佐谷和彦が東京・中央区京橋に設立したギャラリーで、82年銀座4丁目に移転。2000年に、荻窪の佐谷の自宅へ移転、2008年病没により閉じた。瀧口修造、マックス・エルンスト、パウル・クレー、アルベルト・ジャコメッティなどの展示を行っていた。息子の佐谷周吾が志を継ぎ、現代美術の画廊「シュウゴアーツ」を運営している。

## 略歴
- 1978年 京橋に設立
- 1982年 銀座4丁目に移転
- 2000年 佐谷の荻窪の自宅に移転
- 2008年 閉廊

### 関連出版
- 佐谷和彦『画廊のしごと』美術出版社、1988年
- 佐谷和彦・鶴岡善久編『身振りの相貌　現代美術におけるヒューマンイメージ』沖積舎、1990年
- 佐谷和彦『アート・マネージメント 画廊経営実感論』平凡社、1996年
- 佐谷和彦『佐谷画廊の三〇年』みすず書房、2007年

## 主な展覧会歴
- 1979年

GAUGUIN PRINTS ゴーギャン木版画
- 1980年

ジャスパー・ジョーンズ 銅版画
- 1982年

現代芸術祭―瀧口修造と戦後美術 第1回オマージュ瀧口修造展
第2回オマージュ瀧口修造展
- 1983年

野崎一良彫刻
加納光於 瀧口修造に沿って 第3回オマージュ瀧口修造展
- 1984年

山口勝弘ビデオスペクタクル<未来庭園> 第4回オマージュ瀧口修造展
- 1985年

ヘンリー・ムーア彫刻
小林泰彦彫刻
瀧口修造 第5回オマージュ瀧口修造展
- 1986年

ケネス・ノーランド Works1985-86
荒川修作展 第6回オマージュ瀧口修造展
- 1987年

5人のシュルレアリストとヴォルス
ドイツ表現派とその周辺
マックス・ノイマン Works1984-86
ヤン・フォス 1961-63 パリの生活
マルセル・デュシャンと瀧口修造 第7回オマージュ瀧口修造展
- 1988年

ジャン＝シャルル・ブレ
赤瀬川原平 トマソン黙示録 第8回オマージュ瀧口修造展
- 1989年

戸谷成雄 新作
マン・レイ展 オブジェを中心に 第9回オマージュ瀧口修造展
- 1990年

パウル・クレー
山田正亮 新作油彩
ジョアン・ミロと瀧口修造 第10回オマージュ瀧口修造展
- 1991年

実験工房と瀧口修造 第11回オマージュ瀧口修造展
- 1992年

シュルレアリスト6人
ヤン・フォス 新作
丸山直文 新作
桑山忠明 TADAAKI KUWAYAMA 5 Metalic Colors
福島秀子展 第12回オマージュ瀧口修造展
- 1993年

アンドレ・ブルトンと瀧口修造 第13回オマージュ瀧口修造展
- 1994年

山田正亮 初期作品
- 1995年

松澤宥 第15回オマージュ瀧口修造展
- 1996年

瀧口修造 1936 七つの詩 第16回オマージュ瀧口修造展
- 1997年

駒井哲郎 第17回オマージュ瀧口修造展
- 1998年

榎本和子 「無限のヴィジョン・8面体」A・デューラー＜メランコリアⅠ＞ 第18回 オマージュ瀧口修造展
- 1999年

阿部展也 第19回オマージュ瀧口修造展
- 2000年

中川幸夫 献花 オリーブ 第20回オマージュ瀧口修造展
- 2001年

池田龍雄「漂着」 第21回オマージュ瀧口修造展
- 2002年

根源からの呼び声に導かれて 田中清光 第22回オマージュ瀧口修造展
池田満寿夫のデビューとその後 第23回オマージュ瀧口修造展
- 2003年

西脇順三郎と瀧口修造 第24回オマージュ瀧口修造展
- 2004年

風倉匠によるオマージュ瀧口修造 第25回オマージュ瀧口修造展
- 2005年

瀧口修造とタケミヤ画廊 第26回オマージュ瀧口修造展
平沢淑子 第27回オマージュ瀧口修造展
- 2006年

事物と気配 : 大辻清司の写真 第28回オマージュ瀧口修造展

## 作品取り扱いアーティスト
- 赤瀬川原平
- 阿部展也
- 荒川修作
- アルベルト・ジャコメッティ
- アルマン
- 池田龍雄
- イケムラレイコ
- クリストとジャンヌ＝クロード
- 桑山忠明
- 小林正人
- 駒井哲郎
- 清水九兵衛
- ジャスパー・ジョーンズ
- 瀧口修造
- 辰野登恵子
- 戸谷成雄
- 中川幸夫
- パウル・クレー
- 福島秀子
- マックス・エルンスト
- 松沢宥
- マルセル・デュシャン
- マン・レイ
- 山口勝弘
- 山田正亮
- 若林奮